# ناحیه بئر توته
ناحیه بئر توته (به عربی: دائرة بئر توتة) یک ناحیه در الجزایر است که در استان الجزیره واقع شده‌است. ناحیه بئر توته ۴۸٬۹۳۵ نفر جمعیت دارد.